# Despigmentación

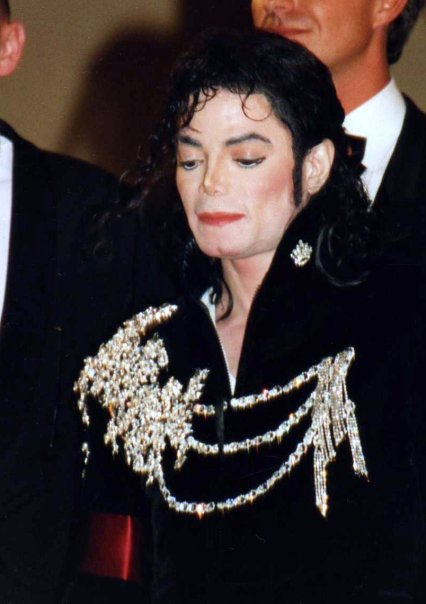
Michael Jackson en el festival de cine de Cannes.

La despigmentación es una decoloración de la piel. Ciertas zonas de la piel no tienen más melanina, el pigmento natural de la piel, la cual ha sido destruida.
La pigmentación de la piel está producida por unos pigmentos, de los que los más importantes son las melaninas, que son las principales responsables de los distintos tonos del color piel. La formación de melanina o melanogénesis tiene lugar en unas pequeñas estructuras conocidas como melanosomas que se hallan en el interior de los melanocitos, células de la capa basal de la epidermis. Está regulado por los rayos ultravioleta, por estímulos hormonales y por factores hereditarios.

## Características generales de los despigmentantes[1]
Sólo están indicados cuando la hiperpigmentación se localiza en la epidermis y después que las medidas generales y preventivas (evitación o protección solar, evitación de perfumes y de gestágenos, y desaparición espontánea) han fracasado. Se acepta que, de los productos propuestos, la hidroquinona es el idóneo, pues no provoca despigmentación permanente. Se ha mostrado eficaz en las melanosis solares, el melasma y las efélides.
Debe administrarse durante 2-4 meses. Produce irritación dependiente de la concentración. Normalmente se emplea a concentraciones que oscilan entre el 2 y el 5 %, variando su eficacia en relación directa con ellas. Por encima del 5 %, la irritación aparece en frecuencia superior al 30 %. Un problema que debe tenerse en cuenta es que
dicha irritación a su vez puede ser causa de hiperpigmentación posterior, por lo que es recomendable el uso de un corticoide a baja concentración para evitarla. 

## Mecanismos de despigmentación[2]
Se puede interferir en el proceso involucrado en la producción y transferencia de los gránulos de pigmento; los posibles mecanismos de acción de los compuestos que pueden realizarlo son:
- Destruir selectivamente los melanocitos.
- Inhibir la formación de melanosomas y alterar su estructura.
- Inhibir la biosíntesis de tirosinasa por:

1. Bloqueo de los factores que inducen la síntesis de esta oxidasa (ácido láctico y extractos placentarios) inhibición de su actividad enzimática (como es el caso de los extractos vegetales),
2. Formación de un sustrato que inhiba la actividad de la actividad tirosinasa
3. Inhibición de la glucosilación (algunos azúcares aminados como la glucosamina o galactosamina)

- Inhibir la formación de melanina con sustancias reductoras o antioxidantes que reduzcan la dopamina a dopa.
- Interferir con la transferencia de melanosomas
- Tener un efecto químico en la melanina o incrementar la degradación de melanosomas en queratinocitos .
- Estimulación de la actividad celular.
- Decoloración de la melanina formada.

## Sustancias despigmentantes y productos aclaradores de la piel
La piel negra contiene gran cantidad de pigmento de melanina en la capa córnea externa, y ésta puede ser decolorada por oxidación con peróxido de hidrógeno o, con más frecuencia, químicamente reducida a su forma leuco, que es incolora, con hidroquinona.

### Inhibidores de la enzima tirosinasa[3]
La enzima tirosinasa altera estas moléculas y las convierte en productos tóxicos capaces de destruir los melanocitos:
- Fenoles sustituidos: como por ejemplo el 4-isopropil catecol o la monometil éter de hidroxiquinona, que poseen actividad tóxica sobre los melanocitos.. No se recomienda utilizar este tipo de sustancias en los productos cosméticos.

- Hidroquinonas: interfiere en la formación, melanización y degradación de los melanosomas, al tiempo que afecta el metabolismo celular, dañando las membranas lipoproteicas de las organelas citoplasmáticas. La exposición a la radiación solar puede invertir rápidamente el efecto decolorante. Cremas con hasta un 2% de hidroquinona son utilizadas en hiperpigmentaciones postinflamatorias, lentigo y melasma. Una formulación muy efectiva contiene acetónido de fluocinolona al 0.01%, hidroquinona al 4% y tretinoina al 0,5%.

- Hidroxiacidos: como el ácido láctico, aumentan el efecto de la hidroquinona pero pueden en sí mismos ser despigmentantes.

- Catecol y sus derivados: destruyen las células pigmentadas, pero con un efecto inferior al de la hidroquinona. El agente despigmentante más potente es el 4-isopropil-catecol;el cual por la acción de la tirosinasa da lugar a radicales libres que inician reacciones de peroxidación lipídica dando una lesión irreversible en las membranas del melanocito.
- Ácido Ascórbico:  el mecanismo de actuación puede ser debido a la inactivación de la tirosinasa por parte del ácido ascórbico, así como por su capacidad de reducir la dopaquinona hasta dopa, lo cual también dificulta la formación de melanina.
- Ácido Azelaico: desarrollan una actividad antitirosinasa capaz de impedir la síntesis de melanina. Se los considera responsables de la despigmentación causada por Pityrosporum.Tan eficaz como hidroquinona en casos de melasma.
- Melatonina: N-acetil-5-metoxi-triptamina.

### Interacción con el cobre del grupo prostético de la tirosinasa
- Ácido kójico[4] (5-hidroxi-2-(hidroximetil)-4-pirona y sus derivados.Es un producto metabólico de los hongos. Inhiben la tirosinasa mediante la quelación del ion cobre de esta enzima.

### Provoca la inactivación de la enzima
Las sustancias son las siguientes:
- Ácido fítico:[5] quelante de cobre y hierro, es inhibidor de la tirosinasa; usado en concentraciones de 0.5-2% se asocia a otros compuestos.Utilizado en melasma.
- Glutatión reducido y cisteína.[6]  Inactivación directa de la enzima tirosinasa por unión al ion Cu2+ del centro activo de la enzima. Además Inhiben del transporte de tirosinasa hacia los premelanosomas fundamental para el inicio de la melanogenia.

- Mercaptoaminas (sulfidril aminas). Por ejemplo clorhidrato de 2- mercapto etil amina.

### Competidores de la tirosina tales como
- 3-fluor tirosina
- Fenilalanina.
- N-formil tirosina.
- Amino tirosina.
- Diferentes extractos vegetales: Milenrama (Achillea millefolium, cuyo principio activo es la luteolina), Arbutina,[7] consigue una reducción dosis-dependiente de la actividad de tirosinasa y del contenido de melanina de los melanocios. regaliz (Glycyrrhiza glabra, contiene glabridina el cual será el principio activo que disminuirá la actividad de tirosinasa. áloe (Aloe barbadensis, que contiene aloesina), acedera (Rumex occidentalis, R. Crispus, que presenta elevado contenido en vitamina C), romero (Salvia rosmarinus), té verde (Camellia sinensis), manzanilla (Chamomilla recutita).Citrus decumana o limón (Citrus limonum), kiwi (Actinidia chinensis), Foeniculum vulgare, viola tricolor, morera (Broussonetia kazinoki, B. Papyrifera, Morus alba; el principio activo es el fenilflavonoide kazinol F),